# Andreï Kirilenko (homme politique)
Pour les articles homonymes, voir Andreï Kirilenko et Kirilenko.
Andreï Pavlovitch Kirilenko (en russe : Андрей Павлович Кириленко), 26 août 1906 - 12 mai 1990 a été le leader officieux du Parti communiste d'Union soviétique dans les années 1970 et au début des années 1980.